# Moonlit Winter
Pour plus de détails, voir Fiche technique et Distribution.
Moonlit Winter (윤희에게, Yunhui ege) est un film sud-coréen réalisé par Lim Dae-hyung, sorti en 2019.

## Synopsis
Sae-bom, une adolescente, vit avec sa mère, Yoon-hee. Un jour, elle ouvre une lettre venant du Japon et découvre le premier amour de sa mère.

## Fiche technique
- Titre : Moonlit Winter
- Titre original : 윤희에게 (Yunhui ege)
- Réalisation : Lim Dae-hyung
- Scénario : Lim Dae-hyung
- Musique : Kim Hae-won
- Photographie : Moon Myung-hwan
- Montage : Park Se-young
- Production : Ko Kyung-ran

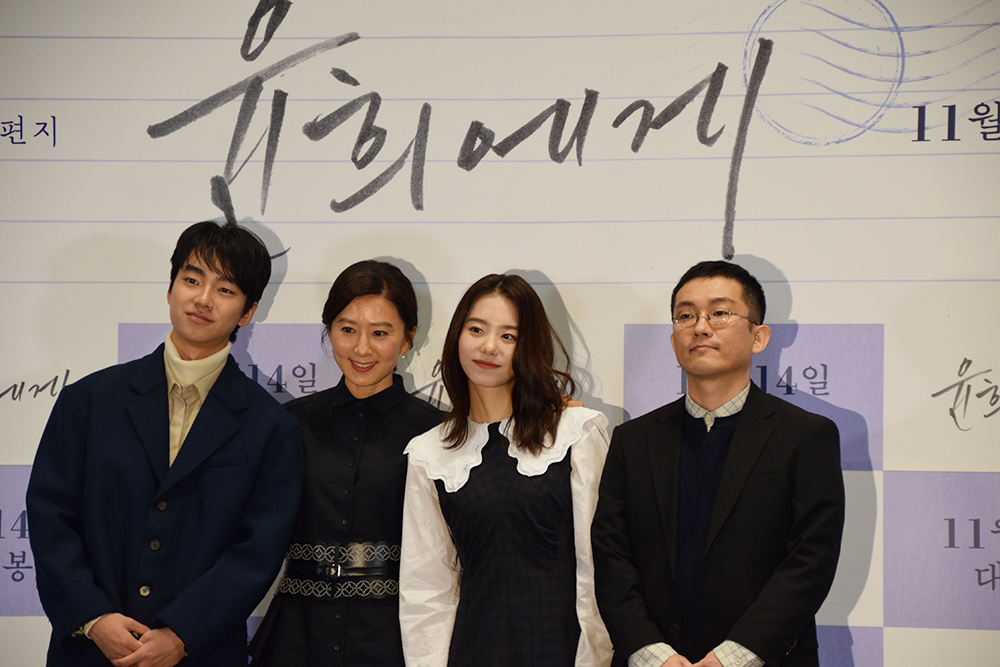
L'équipe du film en 2019.

- Société de production : Film Run, Finecut et Little Big Pictures
- Pays :  Corée du Sud
- Genre : Drame et romance
- Durée : 105 minutes
- Dates de sortie : 
  -  Corée du Sud : 14 novembre 2019

## Distribution
- Kim Hee-ae : Yoon-hee
- Yūko Nakamura : Jun
- Kim So-hye : Sae-bom
- Sung Yoo-bin : Kyung-soo
- Hana Kino : Masako

## Distinctions
Le film a été nommé pour sept Blue Dragon Film Awards et en a reçu deux : meilleur réalisateur et meilleur scénario.